# Isidoro Bonifacio López y Pulido
Isidoro Bonifacio López Pulido (Montehermoso, 14 de maig de 1774 — Segòvia, 3 de desembre 1827) va ser un sacerdot espanyol, bisbe d'Urgell i bisbe de Segòvia.
Fill de pagesos, va néixer a Montehermoso, Diòcesi de Còria (Càceres), el 14 de maig de 1774. Amb quinze anys, el 15 novembre 1789, va ingressar al Convent de Sant Vicent de Plasencia on va viure fins que va ser ordenat sacerdot i on fou professor de Filosofia i regentà la Càtedra de Teologia Moral.
Fou nomenat Mestre d'Estudiants al Monestir de Santa Maria de Trianos del Bisbat de Lleó on fou també Director del Col·legi de seglars. Després fou traslladat al Col·legi Santo Domingo de La Corunya com a lector de Sagrada Teologia on destacà per la seva assistència als pobres, malalts i empresonats i per la seva tasca al púlpit i confessionari.
El 21 de gener de 1809, tornant a la Corunya, va ser detingut per les tropes franceses de Napoleó acusat d'espia i posteriorment aconseguí l'indult.
Fou conegut per la seva caritat i misericòrdia, mediador i afavoridor de tots els indigents. Anà a Madrid com a confessor de la Família Real i després va ser elegit prior del Convent de la Mare de Déu d'Atocha.
El 28 d'octubre de 1824 va ser presentat pel rei com a Bisbe d'Urgell. El 6 març 1825 va tenir lloc a la capella reial la consagració episcopal. Va ser un bisbe modèlic que va seguir la regla de Sant Domènec.
El 21 de maig de 1827 va ser promogut al bisbat de Segòvia i el 3 de desembre del mateix any va morir a Segòvia, als cinquanta-tres anys.